# Penisola flegrea

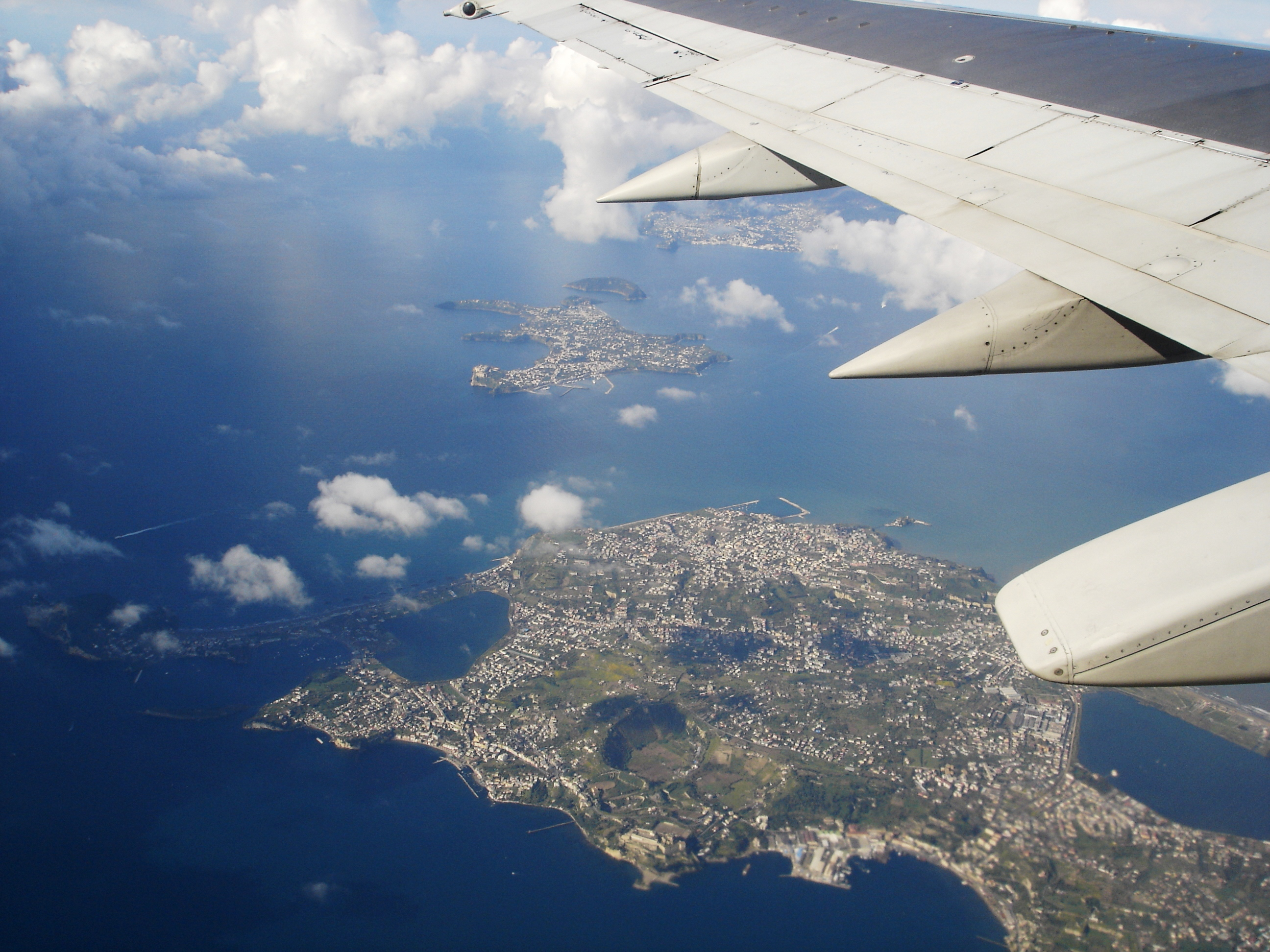
La penisola vista da un aereo. Il sud è in alto. Sulla destra il golfo di Gaeta, a sinistra il golfo di Napoli. Di fronte, il canale e l'isola di Procida

La penisola flegrea è una penisola italiana nel mar Tirreno, che delimita, come la penisola sorrentina, il golfo di Napoli nella sua parte settentrionale, separandolo dal golfo di Gaeta.
La penisola è geologicamente parte dei Campi Flegrei ed è costellata di crateri sia attivi che estinti. Si estende all'incirca da Baia e dal Lago Fusaro fino al canale di Procida, che mette in comunicazione i due golfi. I suoi punti estremi sul canale sono capo Miseno e l'isolotto di San Martino.
Vi fanno parte i comuni di Monte di Procida e Bacoli; ai suoi margini si trova il comune di Pozzuoli.